# Норт Хиро
Норт Хиро (на английски: North Hero) е град в САЩ, административен център на окръг Гранд Айл, щата Върмонт. Градът е разположен на 32 метра надморска височина и има население 794 души (по приблизителна оценка за 2017 г.).